# Dansk Quiz Forbund
Dansk Quiz Forbund (DQF) er det officielle forbund for danske quizzere. Forbundet blev grundlagt i 2010 og har til formål at afholde DM i quiz, en dansk afdeling af VM i quiz samt at sende danske repræsentanter til EM i quiz og OL i quiz.
Dansk Quiz Forbund står bag det officielle danske quizlandshold, når der afholdes internationale quizkonkurrencer i IQA.

## Formænd
- 2010–2015: Jesper Rosenkrantz[6]
- 2015–2016: Jesper Stendal Sørensen[7]
- 2016–2018: Hans Ewald Skov Hansen[7]
- 2018–2020: Christian Skovsgaard[8]
- 2020–2023: Brian Syndergaard[9]
- 2023– : Rasmus Jørgensen[10]